# Medve Matektábor
A Medve Matektábor A Matematika Összeköt Egyesület és a Teljes Gráf Nonprofit Kft. szervezői csapatának matematikai tehetséggondozó tábora, mely 1999 óta kerül megrendezésre, eleinte nyáron, később télen, ősszel és tavasszal is. A tábor célközönsége az általános iskola felső tagozatos tanulói és a középiskolás korosztály.

## Története
Az első Matektábor 1999-ben került megrendezésre Abádszalókon, akkor még a Medve név nélkül. A Medve Szabadtéri Matekversennyel egyetemben a szervezés a Debreceni Fazekas Mihály Gimnáziumból indult, matematikatanárok kezdeményezésére. A koncepció kitalálója és megvalósítója Kis Gábor volt, aki a táborok és versenyek főszervezője volt egészen 2011-ig.
2012 óta a szervezés nagyjából azonos kezekben maradt, a szervezői csapat Kis Gábor kivételével megmaradt, majd 2014 januárjában megalapította A Matematika Összeköt Egyesületet. A táborok szervezése azóta is az egyesület kezében van.

## Programok
A táborok során a résztvevők délelőttönként életkor szerinti kis csoportokba bontva foglalkozásokon vesznek részt, melyeken érdekes, nem mindennapi matematikai témákkal ismerkedhetnek meg, az iskolainál jóval kötetlenebb formában.
A délelőtti foglalkozásokon túl a tábor további programokat is kínál a résztvevőknek. Ezek közt megtalálható a Medve Szabadtéri Matekverseny tábori verziója, a Tortúra, valamint a logikai kaland a természetben, a tételátadás és a számháború is.
A tábor részét képezi egy egész napos túra is, ahol a táborozók több rövidebb és hosszabb útvonal közül választhatnak, ki-ki érdeklődése és erőnléte szerint.
Minden táborban megrendezésre kerülnek tanár-diák sport viadalok is, helyszíntől függ, milyen sportágakból.

## Tábori jellegzetességek

### Pénznem
A tábor saját fizetőeszközzel rendelkezik, ami a batka névre hallgat. Batkát gyűjteni a foglalkozásokon, egész hetes feladatok és rejtvének megoldásával és a délutáni programok során lehet. A résztvevők batkáikkal a táborban üzemelő Batkaboltban ajándékokat vásárolhatnak, valamint az utolsó este megrendezésre kerülő Batka árverésen licitálhatnak értékes nyereményekre.
Minden címlet a három hatványaira van alapozva, így 1, 3, 9, 27, 81, 243 és 729 batkás címletekkel tudnak a táborozók dolgozni. 

### Időzóna
A táborokban a magyarországihoz képest +1 órás időzóna használatos, mely azt az érzetet kelti a diákokban, hogy egy órával később van a takarodó és reggel egy órával többet alhatnak. Egy kivétel volt eddig, a 2017-es év Pusztafalui tábora, ugyanis ez volt A Matematika Összeköt Egyesület kereken 100. rendezvénye, s ennek örömére +100 perc volt az átállás a magyarhoz képest.

## Helyszínek
A Medve Matektábor helyszínei eddig a következők voltak:
- Pusztafalu, Öreg Bence Turistaház
- Sástó, Mátra Tábor
- Pálköve, Ifjúsági tábor
- Sima, Ifjúsági Tábor
- Telkibánya
- Abádszalók
- Városlőd, Iglauer Park
- Cegléd, Dózsa György Kollégium
- Szolnok, Turisztikai és Szabadidő Központ
- Eger, Szent Hedvig Kollégium
- Hajdúszoboszló, Szép Ernő Középiskolai Kollégium
- Püspökladány, Karacs Ferenc Kollégium
- Nagykőrös, Toldi Miklós Kollégium
- Kiskunhalas, Bernáth Lajos Kollégium

## Vendégek
A meghívott vendégek változóan kiscsoportos vagy teljes tábor előtti előadást tartanak, mely kicsik és nagyok számára egyaránt élvezhető. Az előadók esetenként bemutatják munkásságukat, találmányaikat, melyeket a táborozók ki is próbálhatnak.
- 2017 nyár, Városlőd: Laczkovich Miklós, Széchenyi-díjas magyar matematikus, egyetemi tanár
- 2017 nyár, Sástó - 1. turnus: Lénárt István oktatáskutató, matematikatanár, a Lénárt-gömb feltalálója; Szoboszlai Mihály, a Magyar Nemzeti Bank munkatársa
- 2016 nyár, Városlőd: Klein Sándor pszichológus, matematikus és Karancsi János, a CERN CMS kísérletében részt vevő PhD kutató
- 2016 nyár, Pusztafalu: Lénárt István oktatáskutató, matematikatanár, a Lénárt-gömb feltalálója; Páles Zsolt és Bessenyei Mihály matematikusok, a Debreceni Egyetem oktatói; Pécsi István, a szolnoki Verseghy Ferenc Gimnázium matematika tanára
- 2016 nyár, Sástó: Karancsi János, a CERN CMS kísérletében részt vevő PhD kutató
- 2015 ősz, Szolnok: Dr. Szilágyi Brigitta, a BME docense
- 2015 ősz, Cegléd: Bessenyei Mihály, a Debreceni Egyetem docense
- 2015 nyár, Városlőd: Animal Cannibals együttes
- 2015 nyár, Pusztafalu: Lénárt István oktatáskutató, matematikatanár, a Lénárt-gömb feltalálója; Páles Zsolt és Bessenyei Mihály matematikusok, a Debreceni Egyetem oktatói és az Animal Cannibals együttes
- 2015 nyár, Sástó: Animal Cannibals együttes, Szilasi Bernárd matematikus
- 2013 nyár, Pusztafalu: Kallós Béla, a nyíregyházi Szent Imre Gimnázium matematikatanára
- 2013 nyár, Sástó: Domokos Gábor matematikus, egyetemi tanár, a Gömböc feltalálója
- 2012 nyár, Sástó: Szemerédi Endre Abel-díjas matematikus és Kallós Béla, a nyíregyházi Szent Imre Gimnázium matematikatanára